# Геронтопсихология
Геронтопсихология — раздел возрастной психологии, занимающийся изучением психики людей пожилого возраста. Формирование как отдельной дисциплины отмечено во второй половине двадцатого века.

## Предмет исследования
Геронтопсихология изучает особенности взаимосвязи общего физиологического процесса старения и психологического состояния человека в период преклонного возраста. Одним из основных предметов изучения геронтопсихологии является личностный сдвиг человека после изменения привычного характера деятельности, вызванного природным старением организма.

## Цели геронтопсихологии
Одна из основных целей геронтопсихологии состоит в продолжении активной жизненной деятельности человека в процессе старения.

## См.также
- Возрастная психология
- Геронтология